# Consejo Oleícola Internacional

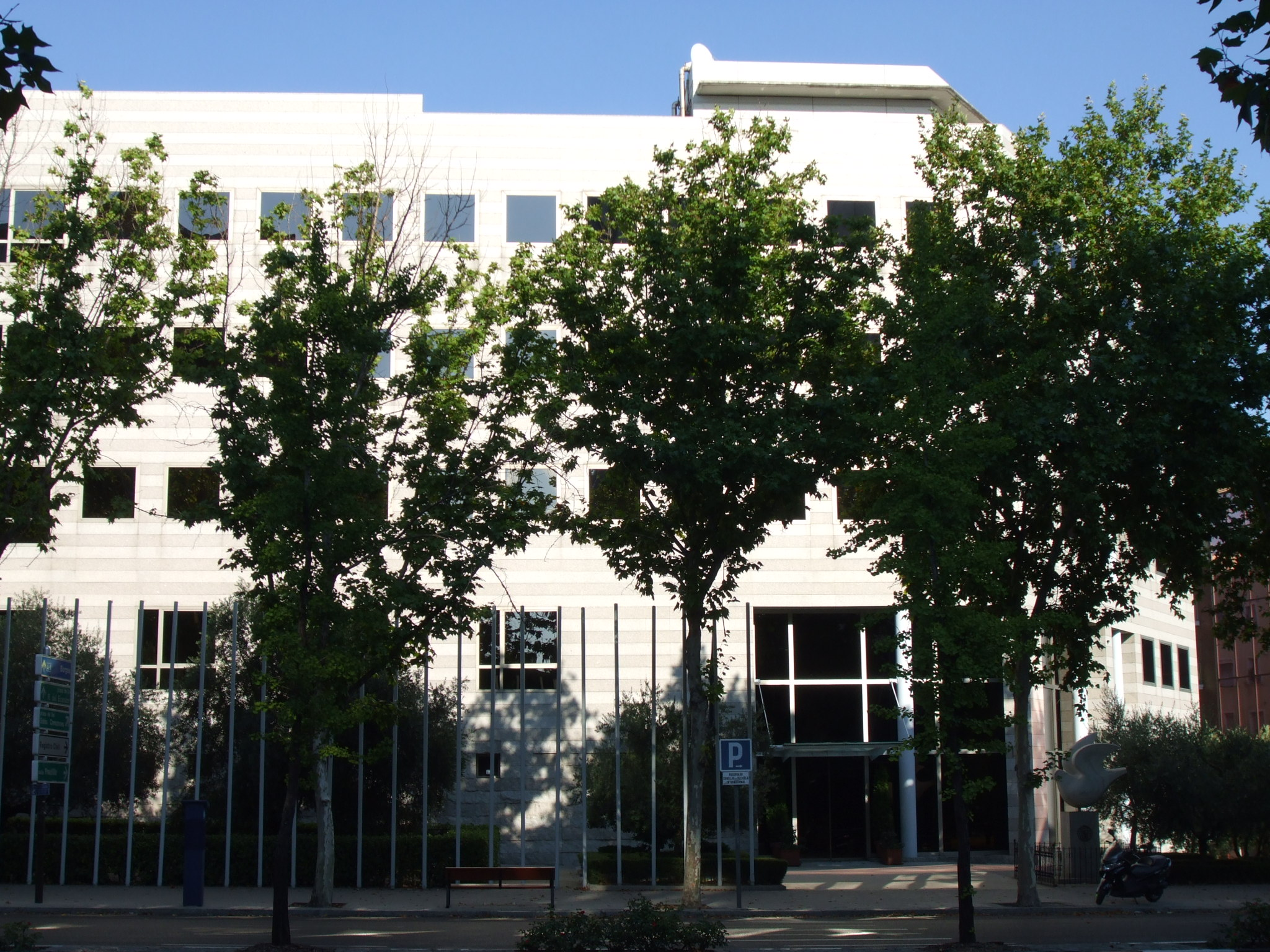
Sede en Madrid.

El Consejo Oleícola Internacional (International Olive Council o IOC en inglés) es el único organismo internacional dedicado al aceite de oliva y a las aceitunas de mesa. Tiene su sede en Madrid, donde fue creado en 1959 bajo los auspicios de las Naciones Unidas. El Consejo contribuye de manera decisiva al desarrollo responsable y sostenible del olivar y constituye un foro mundial donde se debaten las políticas a adoptar y se abordan los retos a que se enfrenta el sector. Consta de 17 miembros, uno de ellos la Unión Europea, que representa a todos los países de la misma que producen aceitunas y aceite de oliva.

## Historia
El COI se creó en 1959 para administrar los distintos convenios internacionales sobre el aceite que se han ido sucediendo a lo largo de más de cincuenta años con miras a promover el olivar, el aceite de oliva y las aceitunas de mesa.
El primer Convenio Internacional del Aceite de Oliva y de las Aceitunas de Mesa se aprobó el 17 de octubre de 1955, durante la Conferencia Internacional sobre el Aceite de Oliva convocada por el Secretario General de las Naciones Unidas y tras catorce días de negociaciones entre la Federación Internacional Oleícola (FIO), la Organización para la Alimentación y la Agricultura de las Naciones Unidas (FAO) y el Consejo Económico y Social de las Naciones Unidas (ECOSOC). A dicho convenio inicial (denominado Convenio de 1956), le han sucedido otros 5:
- Convenio de 1963
- Convenio de 1979
- Convenio de 1986
- Convenio de 2005
- Convenio de 2015

En virtud del mandato que le ha sido encomendado por el Convenio Internacional, uno de los objetivos del COI es el estudio y la aplicación de medidas para armonizar las legislaciones nacionales relacionadas con la comercialización del aceite de oliva y las aceitunas de mesa, con vistas a favorecer el comercio internacional y a detectar los distintos tipos de fraude y adulteración que podrían desacreditar el producto y alterar el equilibrio del mercado internacional.
El Consejo lleva a cabo este mandato a través de distintas actividades que realiza en materia de normalización, a saber:
- Elaboración y actualización de la Norma Comercial aplicable a los aceites de oliva y los aceites de orujo de oliva[2] y de la Norma Comercial aplicable a las aceitunas de mesa[3]
- Preparación de las propuestas de revisión de las normas alimentarias del Codex Alimentarius.
- Elaboración de guías de gestión de la calidad de la industria de los aceites de oliva y de las aceitunas de mesa.

La Norma Comercial aplicable a los aceites de oliva y los aceites de orujo de oliva establece los criterios fisicoquímicos de cada una de las denominaciones de aceite de oliva y aceite de orujo de oliva mencionadas en el Convenio Internacional, así como los criterios de calidad y de pureza que distinguen cada denominación. Los Miembros del Consejo se comprometen a prohibir el uso de toda denominación distinta a las especificadas.
La Norma Comercial señala asimismo la metodología a seguir para la toma de muestras y el análisis químico de los aceites. Para definir los instrumentos más adecuados a tal fin, el COI cuenta con la colaboración de expertos en química oleícola de sus países Miembros, quienes le han ayudado a establecer los distintos métodos. El COI colabora asimismo con otras organizaciones internacionales y, en determinadas ocasiones, hace referencia a los métodos de análisis de la Organización Internacional de Normalización (ISO), de la Unión Internacional de Química Pura y Aplicada (IUPAC) y de la American Oil Chemists' Society (AOCS).
Por último, la Norma Comercial trata además otros aspectos, como los aditivos alimentarios, los contaminantes, la higiene, el envasado, la tolerancia en materia de llenado de los envases y el etiquetado del aceite de oliva y del aceite de orujo de oliva.
A continuación se dan las diferentes categorías de las denominaciones de los aceites de oliva y de los aceites de orujo de oliva, con la definición correspondiente a cada denominación.
I. El aceite de oliva es el aceite procedente únicamente del fruto del olivo, con exclusión de los aceites obtenidos mediante disolventes o por procedimientos de reesterificación y de toda mezcla con aceites de otra naturaleza. Engloba las siguientes denominaciones:
A. Aceites de oliva vírgenes: aceites obtenidos del fruto del olivo únicamente por procedimientos mecánicos o por otros procedimientos físicos en condiciones, especialmente térmicas, que no produzcan la alteración del aceite, que no hayan tenido más tratamiento que el lavado, la decantación, la centrifugación y el filtrado. Se clasifican y denominan de la siguiente forma:
a) Aceites de oliva vírgenes aptos para el consumo en la forma en que se obtienen:
i) Aceite de oliva virgen extra: aceite de oliva virgen cuya acidez libre expresada en ácido oleico es como máximo de 0,8 g por 100 g y cuyas demás características corresponden a las previstas para esta categoría;
ii) Aceite de oliva virgen: aceite de oliva virgen cuya acidez libre expresada en ácido oleico es como máximo de 2,0 g por 100 g y cuyas demás características corresponden a las previstas para esta categoría;
iii) Aceite de oliva virgen corriente: aceite de oliva virgen cuya acidez libre expresada en ácido oleico es como máximo de 3,3 g por 100 g y cuyas demás características corresponden a las previstas para esta categoría (este producto solo puede ser vendido directamente al consumidor si está permitido en el país de venta al por menor; de no estarlo, la denominación de este producto se ajustará a las disposiciones legales del país en cuestión).
b) Aceite de oliva virgen no apto para el consumo en la forma en que se obtiene: Aceite de oliva virgen lampante: aceite de oliva virgen cuya acidez libre expresada en ácido oleico es superior a 3,3 g por 100 g y/o cuyas características organolépticas y demás características corresponden a las previstas para esta categoría. Se destina al refino con vistas al consumo humano o a usos técnicos.
B. Aceite de oliva refinado: aceite de oliva obtenido por refino de aceites de oliva vírgenes. Su acidez libre expresada en ácido oleico es como máximo de 0,3 g por 100 g, y sus demás características corresponden a las previstas para esta categoría (este producto solo puede ser vendido directamente al consumidor si está permitido en el país de venta al por menor).
C. Aceite de oliva: aceite constituido por una mezcla de aceite de oliva refinado y de aceites de oliva vírgenes aptos para el consumo en la forma en que se obtienen. Su acidez libre expresada en ácido oleico es como máximo de 1 g por 100 g, y sus demás características corresponden a las previstas para esta categoría (el país de venta al por menor puede exigir una denominación más precisa).
II. El aceite de orujo de oliva es el aceite obtenido por tratamiento con disolventes u otros procedimientos físicos de los orujos de oliva, con exclusión de los aceites obtenidos mediante procedimientos de reesterificación y de toda mezcla con aceites de otra naturaleza. Engloba las siguientes denominaciones:
A. Aceite de orujo de oliva crudo: aceite de orujo de oliva cuyas características son las previstas para esta categoría. Se destina al refino con vistas al consumo humano o a usos técnicos.
B. Aceite de orujo de oliva refinado: aceite obtenido por el refino del aceite de orujo de oliva crudo. Su acidez libre expresada en ácido oleico es como máximo de 0,3 g por 100 g y sus demás características corresponden a las previstas para esta categoría (este producto solo puede ser vendido directamente al consumidor si está permitido en el país de venta al por menor).
C. Aceite de orujo de oliva: aceite constituido por una mezcla de aceite de orujo de oliva refinado y de aceites de oliva vírgenes aptos para el consumo en la forma en que se obtienen. Su acidez libre expresada en ácido oleico es como máximo de 1 g por 100 g y sus demás características corresponden a las previstas para esta categoría. Esta mezcla no podrá en ningún caso denominarse "aceite de oliva" (el país de venta al por menor puede exigir una denominación más precisa).

## Miembros del COI
- Albania (2009)
- Arabia Saudí (2023)
- Argelia (1963)
- Argentina (1965 – 1974, 2009)
- Azerbaiyán (2024)
- Egipto (1964)
- Georgia (2019)
- Irán (2004)
- Israel (1958)
- Jordania (2002)
- Líbano (1973)
- Libia (1956, 2003)
- Marruecos (1958)
- Montenegro (2007)
- Palestina (2017)
- Túnez (1956)
- Turquía (1963 – 1998, 2010)
- Unión Europea
- Uzbekistán (2021)
- Uruguay (2013)

## Sede
Tiene su sede en Madrid desde 1959, año de su fundación. Desde entonces, el Consejo Oleícola Internacional ha firmado tres acuerdos de sede sucesivos con el Reino de España, país en el que está radicada la Organización. En dichos acuerdos quedaban estipulados los derechos, inmunidades y privilegios de la sede, el personal y los representantes del COI. El acuerdo actualmente vigente fue firmado el 20 de noviembre de 2007, tras la entrada en vigor del Convenio de 2005.

## Idiomas oficiales
El COI tiene como idiomas de trabajo el francés y el inglés, y como idiomas oficiales el árabe, el español, el francés, el inglés y el italiano.

## Financiación
La financiación del Consejo Oleícola Internacional está asegurada por las contribuciones obligatorias de los Estados miembros, en cumplimiento del artículo 17 del Convenio. Cada año, en su reunión anual, el Consejo de Miembros determina el importe de la contribución a abonar por cada miembro para el año civil siguiente, calculado a partir del número de cuotas de participación correspondiente a cada miembro, establecido con arreglo a lo dispuesto en el artículo 8 del Convenio.

## Estructura
La estructura del COI se articula fundamentalmente en torno al Consejo de Miembros y sus Comités, el presidente de la Organización y la secretaría ejecutiva.

### Consejo de Miembros
El COI es regido por el Consejo de Miembros, que constituye su principal órgano de decisión. El Consejo de Miembros se compone de un delegado por cada Miembro, asistido por suplentes y asesores. Se reúne dos veces al año para hacer balance del trabajo realizado por la Organización, tomar decisiones que le permitan alcanzar los objetivos establecidos por el Convenio Internacional y aprobar su presupuesto para el año siguiente. El Consejo de Miembros toma sus decisiones por consenso. De no alcanzarse este, la decisión se toma por mayoría cualificada.

### Comités
Los comités llevan a cabo una importantísima labor de debate y reflexión con vistas a formular las propuestas y determinar los planes de acción trienales que son luego sometidos a la aprobación del Consejo de Miembros. Actualmente hay cinco comités:
- Comité Económico: se encarga de examinar y aprobar las estadísticas recopiladas por la Secretaría Ejecutiva sobre la producción, el consumo, las importaciones, las exportaciones y los remanentes de aceite de oliva y aceitunas de mesa. Además, analiza la evolución del mercado y las políticas oleícolas nacionales y propone medidas destinadas a equilibrar la oferta y la demanda.
- Comité Técnico: La función de este Comité es examinar y debatir las actividades y los programas propuestos por la Secretaría Ejecutiva en materia de química oleícola y normalización, investigación y desarrollo, transferencia de tecnología, formación y asistencia técnica a los países miembros.
- Comité de Promoción: las actividades y las campañas para promover el consumo de aceite de oliva y aceitunas de mesa son examinadas en las reuniones del Comité de Promoción. Este Comité marca la orientación de promoción del COI.
- Comité Financiero: este Comité se encarga de llevar a cabo el control financiero del COI. Examina las cuentas y la auditoría anual del COI y analiza los presupuestos presentados por la Secretaría Ejecutiva. El programa de actividades del COI se financia con las contribuciones aportadas por los Miembros a sus tres presupuestos: el presupuesto administrativo, el presupuesto de cooperación técnica y el presupuesto de promoción. El Comité Financiero es también responsable de la elaboración y actualización de todos los procedimientos financieros.
- Comité Consultivo: este Comité es un interlocutor fundamental para el Consejo de Miembros. Sus representantes abarcan todo el espectro del sector del olivar en los países miembros: productores, distribuidores y consumidores. Este Comité se creó para recabar las opiniones de los profesionales, quienes por sus conocimientos y experiencia son los más indicados para ayudar a la Secretaría Ejecutiva a determinar soluciones eficaces con las que enfrentarse a los retos que se plantean al sector.

### Presidente de la organización
El Consejo de Miembros elige anualmente a su presidente, siguiendo un criterio de rotación entre los Estados miembros por orden alfabético, habiendo de expresarse los nombres de los Estados miembros en lengua española. El presidente desempeña un papel primordial en la vida de la organización. Entre sus funciones se cuenta en particular la de presidir las reuniones y sesiones, además de representar jurídicamente al COI. El Consejo de Miembros elige asimismo un vicepresidente. Tras un mandato de un año, éste accede automáticamente a la presidencia.

### Secretaría Ejecutiva
El COI está asistido por una Secretaría dirigida por un Director Ejecutivo, ayudando a su vez por una entidad colegiada de funcionarios superiores, constituida por dos Directores Adjuntos y un Controlador interno, y el equipo de personal. La Secretaría Ejecutiva constituye el brazo operativo del COI: ejecuta sus decisiones y su estrategia y está al servicio de las necesidades de sus Miembros. Se compone de cinco Unidades: la Unidad de Economía y Promoción, la Unidad de Oleicultura, Oleotecnia y Medioambiente, la Unidad de Investigación y Normalización, la Unidad  de Gestión administrativa y Recursos humanos y la Unidad Financiera, además del Departamento de Dirección.
- Unidad de Economía y Promoción: las actividades de esta Unidad incluyen la recopilación y difusión de datos económicos, la coordinación de la reunión del Comité Económico, la confección de los balances mundiales de los aceites de oliva y las aceitunas de mesa, la coordinación de las reuniones de la Comité Consultivo, la elaboración de cuestionarios sobre la infraestructura de la industria de la oliva y las políticas nacionales y la organización de las reuniones del grupo de trabajo de Estadísticas. También se encarga de coordinar campañas de promoción en los países consumidores no tradicionales, concede subvenciones para actividades promocionales en los mercados de países tradicionalmente considerados productores y consumidores, elabora material divulgativo y participa en eventos promocionales. Además, se encarga de la producción de la revista oficial del COI, “OLIVÆ”.[4]
- Unidad de Oleicultura, Oleotecnia y Medioambiente: esta Unidad es responsable de estimular la investigación y el desarrollo y promover la divulgación de tecnología y formación para modernizar el cultivo del olivo y la industria de los productos oleícolas, y para mejorar la calidad del producto. La Unidad lleva a cabo proyectos de I+D, buscando promover el uso de técnicas modernas, tanto en el olivar como en las instalaciones de procesamiento del aceite de oliva y las aceitunas de mesa, con el objetivo de aumentar la producción, reducir los costes, mejorar la calidad y proteger el medio ambiente. También organiza reuniones y seminarios, edita guías y manuales prácticos, organiza actividades de formación y ofrece asistencia técnica.
- Unidad de Investigación y Normalización: esta Unidad se encarga específicamente de las guías de gestión y de la elaboración de las normas aplicables a los aceites de oliva y a las aceitunas de mesa. También es responsable de la elaboración y de la actualización de los métodos de análisis químico y sensorial de estos productos. Recomienda la aplicación de normas para las características físicas, químicas y organolépticas, así como la armonización de los métodos de análisis de los aceites de oliva, los aceites de orujo de oliva y las aceitunas de mesa. Concede su reconocimiento a los laboratorios de análisis y a los paneles de cata que demuestran, mediante pruebas periódicas de control, su competencia en la aplicación de los métodos de análisis recomendados; premia a los mejores aceites candidatos al Premio a la calidad del Consejo Oleícola Internacional “Mario Solinas”[5] y coordina el programa de control de la calidad de los aceites de oliva y de orujo de oliva comercializados en los mercados de importación.[6]
- Unidad de Gestión administrativa y de recursos humanos: es la encargada de la ejecución del presupuesto administrativo, en particular, los aspectos logísticos y de personal.
- Unidad Financiera: Es la unidad responsable de los aspectos horizontales de los dos presupuestos del COI (administrativo y operacional).

## Procedimiento de adhesión
Debido a que el COI es un organismo internacional intergubernamental, solo pueden adherirse los gobiernos de los países o los organismos internacionales con capacidad para negociar, firmar y aplicar acuerdos internacionales, en particular sobre los productos básicos.
Las solicitudes de adhesión a la Organización han de ser sometidas al Consejo de Miembros por el Gobierno de los países que desean formar parte del Convenio Internacional del Aceite de Oliva y de las Aceitunas de Mesa, bien a través de su ministerio de Asuntos Exteriores o de cualquier otro ministerio competente, o bien a través de su representación diplomática en España.
El Consejo de Miembros examina las solicitudes de adhesión y determina las condiciones de acceso de los países solicitantes. Calcula asimismo las cuotas de participación en el presupuesto global del COI y fija un plazo para depositar su instrumento de adhesión ante el Gobierno de España, depositario del Convenio.
El solicitante pasa a ser Miembro en cuanto ha depositado su instrumento de adhesión.
Las empresas privadas o los particulares no pueden ser miembros del COI.

## Observadores
Hay tres tipos de observadores autorizados a asistir en todo o en parte a las reuniones del COI, siempre y cuando hayan obtenido el consentimiento previo del Consejo de Miembros.
- Las organizaciones e instituciones internacionales: la Organización de las Naciones Unidas y sus órganos, en particular la Conferencia de las Naciones Unidas sobre Comercio y Desarrollo (UNCTAD); el Programa de las Naciones Unidas para el Desarrollo (PNUD); la Organización Mundial de la Salud (OMS); la Organización de las Naciones Unidas para la Agricultura y la Alimentación (FAO); el Programa Mixto FAO/OMS de la Comisión del Codex Alimentarius,[7] la Organización Internacional del Trabajo (OIT); la Organización de las Naciones Unidas para la Educación, la Ciencia y la Cultura (UNESCO); las demás agencias especializadas de las Naciones Unidas.
- Las organizaciones intergubernamentales, gubernamentales y no gubernamentales susceptibles de contribuir a la financiación de las actividades del COI.
- El Gobierno de cualquier Estado miembro u observador de la ONU o de cualquiera de las organizaciones mencionadas en el primer apartado con intención de adherirse al Convenio.

## Premio Mario Solinas
El Premio a la Calidad Mario Solinas del COI es una competición anual de aceite de oliva virgen extra. Se puso en marcha en el año 2000 para fomentar que los productores individuales, las asociaciones de productores y las empresas de envasado de los países productores, comercialicen aceites de oliva vírgenes extra con unas características organolépticas lo más armoniosas posible y que los consumidores aprendan a reconocer y apreciar los atributos sensoriales de estos aceites. Al prestar el nombre de Mario Solinas a los galardones que premian los aceites con las mejores puntuaciones, el Consejo quiere honrar la memoria de este investigador que tanto contribuyó junto con el Consejo a la normalización de los criterios de calidad de los aceites de oliva.
Los aceites se clasifican en función de la intensidad de su frutado en conformidad con las bases del concurso. A continuación se les evalúa por una serie de paneles reconocidos por el COI de acuerdo a una hoja de puntuación de 100 puntos especiales, con el fin de puntuar los aceites por su olor, gusto y sensación retronasal, así como por su armonía, complejidad y persistencia.
Una vez puntuados, los de mayor nota pasan como finalistas a la evaluación por un panel internacional de jueces, que se encarga de seleccionar a los ganadores del Premio y a los segundos y terceros clasificados.
Los ganadores reciben una medalla y un diploma, así como la posibilidad de mencionar el galardón en las etiquetas de las botellas de aceite de oliva virgen extra que pertenezcan al mismo lote que el de la ganadora.

## Directores Ejecutivos
Desde su fundación las siguientes personas han sido directores ejecutivos del consejo:
- Pierre Bonnet (1960 – 1962)
- Lucien Denis (1962 – 1980)
- Gabriele Luzi (1980 – 1987)
- Fausto Luchetti (1987 – 2002)
- Ahmed Touzani (2002 – 2004)
- Habib Essid (2004 – 2007)
- Mohammed Ouhmad Sbitri (2007 – 2010)
- Jean-Louis Barjol (2011 - 2015)
- Abellatif Ghedira (2015 - actualidad)